# Discografia delle Little Mix
La discografia delle Little Mix, girl group pop britannico, comprende sei album in studio, una raccolta e oltre trenta singoli.

## Album

### Album in studio
| Anno                                                                          | Titolo e dettagli | Classifiche | Classifiche | Classifiche | Classifiche | Classifiche | Classifiche | Classifiche | Classifiche | Classifiche | Classifiche | Certificazioni                                             |
| Anno                                                                          | Titolo e dettagli | UK          | AUS         | CAN         | FRA         | IRE         | ITA         | NLD         | NZL         | SWE         | USA         | Certificazioni                                             |
| ----------------------------------------------------------------------------- | --- | ----------- | ----------- | ----------- | ----------- | ----------- | ----------- | ----------- | ----------- | ----------- | ----------- | ---------------------------------------------------------- |
| 2012                                                                          | DNA - Pubblicato: 16 novembre 2012 - Etichetta: Syco, Columbia - Formati: CD, download digitale, streaming            | 3           | 10          | 4           | 27          | 3           | 5           | 49          | 14          | 8           | 4           | - UK: Platino - AUS: Oro - IRE: Oro                        |
| 2013                                                                          | Salute - Pubblicato: 8 novembre 2013 - Etichetta: Syco, Columbia - Formati: CD, download digitale, streaming          | 4           | 4           | 7           | 38          | 7           | 21          | 49          | 11          | —           | 6           | - UK: Platino                                              |
| 2015                                                                          | Get Weird - Pubblicato: 6 novembre 2015 - Etichetta: Syco, Columbia - Formati: CD, download digitale, streaming       | 2           | 2           | 12          | 47          | 1           | 20          | 9           | 8           | 13          | 13          | - UK: Platino (3) - AUS: Oro - IRE: Platino                |
| 2016                                                                          | Glory Days - Pubblicato: 18 novembre 2016 - Etichetta: Syco, Columbia - Formati: CD, LP, download digitale, streaming | 1           | 2           | 21          | 50          | 1           | 13          | 9           | 9           | 23          | 25          | - UK: Platino (4) - AUS: Oro - CAN: Oro - IRE: Platino (2) |
| 2018                                                                          | LM5 - Pubblicato: 16 novembre 2018 - Etichetta: Syco, Columbia - Formati: CD, LP, download digitale, streaming        | 3           | 8           | 24          | 55          | 2           | 22          | 9           | 6           | 28          | 40          | - UK: Platino                                              |
| 2020                                                                          | Confetti - Pubblicato: 6 novembre 2020 - Etichetta: RCA - Formati: CD, LP, download digitale, streaming               | 2           | 7           | 37          | 52          | 1           | 25          | 10          | 7           | 46          | 85          | - UK: Oro                                                  |
| "—" indica una pubblicazione non classificata o non pubblicata in quel paese. | |             |             |             |             |             |             |             |             |             |             |                                                            |

### Raccolte
| Anno | Titolo e dettagli                                                                                          | Classifiche | Classifiche | Classifiche | Classifiche | Classifiche | Classifiche | Classifiche | Classifiche | Classifiche | Certificazioni                          |
| Anno | Titolo e dettagli                                                                                          | UK          | AUS         | CAN         | FRA         | IRE         | ITA         | NLD         | NZL         | USA         | Certificazioni                          |
| ---- | --- | ----------- | ----------- | ----------- | ----------- | ----------- | ----------- | ----------- | ----------- | ----------- | --------------------------------------- |
| 2021 | Between Us - Pubblicato: 12 novembre 2021 - Etichetta: RCA - Formati: CD, LP, download digitale, streaming | 3           | 8           | 53          | 47          | 2           | 31          | 9           | 16          | 182         | - UK: Platino - AUS: Platino - NZL: Oro |

## Singoli
| Anno                                                                          | Titolo                                          | Classifiche | Classifiche | Classifiche | Classifiche | Classifiche | Classifiche | Classifiche | Classifiche | Classifiche | Classifiche | Certificazioni                                                                                                 | Album di provenienza                    |
| Anno                                                                          | Titolo                                          | UK          | AUS         | CAN         | FRA         | IRE         | ITA         | NLD         | NZL         | SWE         | USA         | Certificazioni                                                                                                 | Album di provenienza                    |
| ----------------------------------------------------------------------------- | ----------------------------------------------- | ----------- | ----------- | ----------- | ----------- | ----------- | ----------- | ----------- | ----------- | ----------- | ----------- | --- | --------------------------------------- |
| 2011                                                                          | Cannonball                                      | 1           | —           | —           | —           | 1           | —           | —           | —           | —           | —           | - UK: Oro | /                                       |
| 2012                                                                          | Wings                                           | 1           | 3           | 69          | 165         | 1           | —           | —           | 15          | —           | 79          | - UK: Platino - AUS: Platino (3) - CAN: Oro - NZL: Oro - USA: Oro                                              | DNA                                     |
| 2012                                                                          | DNA                                             | 3           | 48          | —           | 177         | 8           | —           | —           | —           | —           | 114         | - UK: Oro - AUS: Oro                                                                                           | DNA                                     |
| 2013                                                                          | Change Your Life                                | 12          | 8           | —           | 133         | 12          | —           | —           | 29          | —           | —           | - UK: Oro - AUS: Platino (2) - NZL: Oro                                                                        | DNA                                     |
| 2013                                                                          | How Ya Doin'? (feat. Missy Elliot)              | 16          | 29          | —           | 66          | 26          | —           | 91          | —           | —           | —           | - UK: Argento - AUS: Oro                                                                                       | DNA                                     |
| 2013                                                                          | Move                                            | 3           | 26          | —           | 109         | 5           | 91          | 76          | 12          | —           | 122         | - UK: Platino - AUS: Oro                                                                                       | Salute                                  |
| 2013                                                                          | Little Me                                       | 14          | 85          | —           | —           | 26          | —           | —           | —           | —           | —           | - UK: Argento                                                                                                  | Salute                                  |
| 2014                                                                          | Word Up!                                        | 6           | 45          | —           | 107         | 13          | —           | —           | —           | —           | —           | | /                                       |
| 2014                                                                          | Salute                                          | 6           | —           | —           | —           | 12          | —           | —           | —           | —           | —           | - UK: Platino                                                                                                  | Salute                                  |
| 2015                                                                          | Black Magic                                     | 1           | 8           | 53          | 155         | 3           | 86          | 82          | 31          | 58          | 67          | - UK: Platino (3) - AUS: Platino (2) - CAN: Platino - IRE: Platino - ITA: Oro - NZL: Oro - SWE: Oro - USA: Oro | Get Weird                               |
| 2015                                                                          | Love Me Like You                                | 11          | 27          | —           | 140         | 8           | —           | —           | —           | —           | —           | - UK: Platino - IRE: Platino                                                                                   | Get Weird                               |
| 2016                                                                          | Secret Love Song (feat. Jason Derulo)           | 6           | 16          | —           | —           | 11          | —           | —           | 18          | —           | —           | - UK: Platino (2) - AUS: Platino (2) - IRE: Platino - NZL: Oro                                                 | Get Weird                               |
| 2016                                                                          | Hair (feat. Sean Paul)                          | 11          | 10          | —           | —           | 20          | —           | —           | 32          | —           | —           | - UK: Platino - AUS: Platino (2) - IRE: Platino - NLD: Oro                                                     | Get Weird                               |
| 2016                                                                          | Shout Out to My Ex                              | 1           | 4           | 37          | 106         | 1           | 41          | 26          | 7           | 38          | 69          | - UK: Platino (3) - AUS: Platino (3) - CAN: Platino - IRE: Platino - ITA: Oro - NZL: Oro - USA: Oro            | Glory Days                              |
| 2016                                                                          | Touch                                           | 4           | 13          | 57          | 195         | 5           | —           | 69          | 22          | —           | —           | - UK: Platino (2) - AUS: Platino (2) - CAN: Platino - ITA: Oro - NLD: Oro - NZL: Oro                           | Glory Days                              |
| 2017                                                                          | No More Sad Songs (feat. Machine Gun Kelly)     | 15          | —           | —           | —           | 25          | —           | —           | —           | —           | —           | - UK: Platino                                                                                                  | Glory Days                              |
| 2017                                                                          | Power (feat. Stormzy)                           | 6           | —           | —           | 182         | 17          | —           | —           | —           | —           | —           | - UK: Platino (2)                                                                                              | Glory Days                              |
| 2017                                                                          | Reggaetón lento (Remix) (con i CNCO)            | 5           | 68          | 96          | 62          | 14          | 32          | 9           | —           | —           | 103         | - UK: Platino (2) - AUS: Oro - NLD: Platino (2)                                                                | Glory Days: The Platinum Edition e CNCO |
| 2018                                                                          | Only You (con i Cheat Codes)                    | 13          | 92          | —           | 127         | 13          | —           | —           | —           | 89          | —           | - UK: Platino                                                                                                  | /                                       |
| 2018                                                                          | Woman like Me (feat. Nicki Minaj)               | 2           | 23          | 60          | —           | 3           | 79          | 27          | 23          | 65          | 104         | - UK: Platino - AUS: Platino - CAN: Oro                                                                        | LM5                                     |
| 2019                                                                          | Think About Us (feat. Ty Dolla Sign)            | 22          | —           | —           | —           | 36          | —           | —           | —           | —           | —           | - UK: Oro | LM5                                     |
| 2019                                                                          | Bounce Back                                     | 10          | 86          | —           | —           | 20          | —           | —           | —           | —           | —           | - UK: Argento                                                                                                  | /                                       |
| 2019                                                                          | One I've Been Missing                           | 59          | —           | —           | —           | 72          | —           | —           | —           | —           | —           | | /                                       |
| 2020                                                                          | Break Up Song                                   | 9           | —           | —           | —           | 18          | —           | —           | —           | —           | —           | - UK: Platino                                                                                                  | Confetti                                |
| 2020                                                                          | Holiday                                         | 15          | —           | —           | —           | 23          | —           | —           | —           | —           | —           | - UK: Oro | Confetti                                |
| 2020                                                                          | Sweet Melody                                    | 1           | —           | —           | —           | 7           | —           | —           | —           | —           | —           | - UK: Platino                                                                                                  | Confetti                                |
| 2020                                                                          | Confetti (solo o feat. Saweetie)                | 9           | —           | —           | —           | 17          | —           | —           | —           | —           | —           | - UK: Oro | Confetti                                |
| 2020                                                                          | No Time for Tears (con Nathan Dawe)             | 19          | —           | —           | —           | 15          | —           | —           | —           | —           | —           | - UK: Oro | /                                       |
| 2021                                                                          | Heartbreak Anthem (con Galantis e David Guetta) | 3           | 46          | 86          | —           | 5           | —           | 23          | —           | 36          | —           | - UK: Platino - CAN: Platino - USA: Oro                                                                        | /                                       |
| 2021                                                                          | Kiss My (Uh-Oh) (con Anne-Marie)                | 10          | —           | —           | —           | 13          | —           | —           | —           | —           | —           | - UK: Platino                                                                                                  | Therapy                                 |
| 2021                                                                          | Love (Sweet Love)                               | 33          | —           | —           | —           | 40          | —           | —           | —           | —           | —           | | Between Us                              |
| 2021                                                                          | No                                              | 35          | —           | —           | —           | 41          | —           | —           | —           | —           | —           | | Between Us                              |
| "—" indica una pubblicazione non classificata o non pubblicata in quel paese. |                                                 |             |             |             |             |             |             |             |             |             |             | |                                         |

### Singoli promozionali
| Anno                                                                          | Titolo                          | Classifiche | Classifiche | Classifiche | Classifiche | Album di provenienza |
| Anno                                                                          | Titolo                          | UK          | AUS         | FRA         | IRE         | Album di provenienza |
| ----------------------------------------------------------------------------- | ------------------------------- | ----------- | ----------- | ----------- | ----------- | -------------------- |
| 2014                                                                          | These Four Walls                | 57          | —           | —           | —           | Salute               |
| 2014                                                                          | Nothing Feels Like You          | —           | —           | —           | —           | Salute               |
| 2014                                                                          | Towers                          | —           | —           | —           | —           | Salute               |
| 2014                                                                          | Stand Down                      | —           | —           | —           | —           | Salute               |
| 2014                                                                          | See Me Now                      | —           | —           | —           | —           | Salute               |
| 2015                                                                          | Hair (solo version)             | 35          | 65          | 137         | 46          | Get Weird            |
| 2015                                                                          | Weird People                    | 78          | 125         | —           | 97          | Get Weird            |
| 2015                                                                          | Grown                           | 72          | 105         | —           | —           | Get Weird            |
| 2016                                                                          | You Gotta Not                   | 61          | 96          | —           | 88          | Glory Days           |
| 2016                                                                          | F.U.                            | 82          | —           | —           | —           | Glory Days           |
| 2016                                                                          | Nothing Else Matters            | —           | —           | —           | —           | Glory Days           |
| 2016                                                                          | Nobody Like You                 | 185         | —           | —           | —           | Glory Days           |
| 2016                                                                          | Down & Dirty                    | 159         | —           | —           | —           | Glory Days           |
| 2018                                                                          | Joan of Arc                     | 61          | 135         | —           | 63          | LM5                  |
| 2018                                                                          | Told You So                     | 83          | —           | —           | 83          | LM5                  |
| 2018                                                                          | The Cure                        | 49          | —           | —           | 60          | LM5                  |
| 2018                                                                          | More Than Words (feat. Kamille) | —           | —           | —           | —           | LM5                  |
| 2018                                                                          | Strip (feat. Sharaya J)         | 25          | —           | —           | 32          | LM5                  |
| 2020                                                                          | Not a Pop Song                  | 49          | —           | —           | 37          | Confetti             |
| 2020                                                                          | Happiness                       | 43          | —           | —           | 61          | Confetti             |
| 2020                                                                          | Confetti (solo version)         | 23          | —           | —           | 26          | Confetti             |
| 2021                                                                          | Between Us                      | 47          | —           | —           | 48          | Between Us           |
| "—" indica una pubblicazione non classificata o non pubblicata in quel paese. |                                 |             |             |             |             |                      |

## Altri brani entrati in classifica
| Anno | Titolo                    | Classifiche | Classifiche | Certificazioni | Album di provenienza             |
| Anno | Titolo                    | UK          | IRE         | Certificazioni | Album di provenienza             |
| ---- | ------------------------- | ----------- | ----------- | -------------- | -------------------------------- |
| 2015 | Secret Love Song Pt. II   | 179         | —           | - UK: Argento  | Get Weird                        |
| 2015 | A.D.I.D.A.S.              | 188         | —           |                | Get Weird                        |
| 2015 | Love Me or Leave Me       | —           | —           | - UK: Oro      | Get Weird                        |
| 2016 | Oops (feat. Charlie Puth) | 41          | 49          | - UK: Oro      | Glory Days                       |
| 2017 | Is Your Love Enough?      | 47          | 44          | - UK: Argento  | Glory Days: The Platinum Edition |
| 2018 | Wasabi                    | —           | 85          | - UK: Argento  | LM5                              |
| 2021 | Cut You Off               | 59          | 54          |                | Between Us                       |

## Video musicali
| Anno | Titolo                                          | Regista                        |
| ---- | ----------------------------------------------- | ------------------------------ |
| 2011 | Cannonball                                      | Sarah Chatfield                |
| 2012 | Wings                                           | Max & Dania                    |
| 2012 | DNA                                             | Sarah Chatfield                |
| 2013 | Change Your Life                                | Dominic O'Riordan Warren Smith |
| 2013 | How Ya Doin'? (con Missy Elliott)               | Carly Cussen                   |
| 2013 | Move                                            | Carly Cussen                   |
| 2013 | Little Me                                       | Director X                     |
| 2014 | Word Up!                                        | Ben Turner                     |
| 2014 | Salute                                          | Colin Tilley                   |
| 2015 | Dreamin' Together (con Flower)                  | Shigeaki Kubo                  |
| 2015 | Black Magic                                     | Director X                     |
| 2015 | Love Me Like You                                | Sarah McColgan                 |
| 2016 | Secret Love Song (con Jason Derulo)             | Frank Borin                    |
| 2016 | Hair (con Sean Paul)                            | Director X                     |
| 2016 | Shout Out to My Ex                              | Sarah Chatfield                |
| 2017 | Touch                                           | Director X Parris Goebel       |
| 2017 | No More Sad Songs (con Machine Gun Kelly)       | Marc Klasfeld                  |
| 2017 | Power (con Stormzy)                             | Hannah Lux Davis               |
| 2017 | Reggaetón lento (Remix) (con i CNCO)            | Marc Klasfeld                  |
| 2017 | Nothing Else Matters (tour video)               | Adam Goodall                   |
| 2018 | Only You (con Cheat Codes)                      | Frank Borin                    |
| 2018 | Woman like Me (con Nicki Minaj)                 | Marc Klasfeld                  |
| 2018 | More Than Words (con Kamille)                   |                                |
| 2018 | Strip (con Sharaya J)                           | Rankin & Little Mix            |
| 2019 | Think About Us (con Ty Dolla Sign)              | Bradley & Pablo                |
| 2019 | Bounce Back                                     | Charlotte Rutherford           |
| 2019 | One I've Been Missing                           | Laurence Warder                |
| 2020 | Wasabi                                          | Callum Mills                   |
| 2020 | Break Up Song                                   | Zac Ella                       |
| 2020 | Holiday                                         | Sophia Ray                     |
| 2020 | Sweet Melody                                    | KC Locke                       |
| 2021 | No Time for Tears (con Nathan Dawe)             | Troy Roscoe                    |
| 2021 | Confetti (con Saweetie)                         | Samuel Douek                   |
| 2021 | Heartbreak Anthem (con Galantis e David Guetta) | Samuel Douek                   |
| 2021 | Kiss My (Uh Oh) (con Anne-Marie)                | Hannah Lux Davis               |
| 2021 | Love (Sweet Love)                               | Samuel Douek                   |
| 2021 | No                                              | Fred Rowson                    |
| 2021 | No (Galantis Remix)                             |                                |
| 2021 | Between Us                                      |                                |